# Jiří Datel Novotný
Jiří Datel Novotný (* 8. April 1944 in Tábor; † 27. August 2017 in Prag) war ein tschechischer Schauspieler und Dokumentarfilmer, der dem deutschen Publikum u. a. durch seine Rollen als Hotelboy in Die Märchenbraut und als Michael Noll in der TV-Serie Die Besucher sowie als Verkäufer in Luzie, der Schrecken der Straße (1980) bekannt geworden ist. 1986 verfilmte er das Leben von Jiří Šlitr.

## Filmografie (Auswahl)
- 1970: Nevesta
- 1971: Takze ahoj
- 1973: Toulavy Engelbert (Fernsehfilm)
- 1977: Doktor Bolíto (Fernsehfilm)
- 1978: Ve znamení Merkura (Fernsehserie, 1 Folge)
- 1979: Bakalári (Fernsehserie, 1 Folge)
- 1980: Luzie, der Schrecken der Straße (Lucie, postrach ulice, Fernsehserie, 1 Folge)
- 1980: Die Märchenbraut (Arabela, Fernsehserie)
- 1981: Nur so ein bißchen vor sich hinpfeifen (Jen si tak trochu pisknout)
- 1981: Evzen mezi nami
- 1982: Hotel Polan und seine Gäste (Fernsehserie)
- 1982: Dr. Johann Faust, Praha II., Karlovo nám. 40 (Fernsehfilm)
- 1983: Die Besucher (Návstevníci, Fernsehserie, 15 Folgen)
- 1984: 'Babicky dobíjejte presne!'
- 1984: Zánik samoty Berhof
- 1985: Eine zu große Chance (Prílis velká sance)
- 1986: Das Herz voller Hoffnungen (Do zubu a do srdícka)
- 1989: Du allein (Príbeh '88)
- 1991: Tichá bolest
- 1991: Jonás, Melicharová a pavilon (Fernsehfilm)
- 1991: Muz, který nemel duveru (Fernsehfilm)
- 1993: Les épées de diamants (Fernsehfilm)
- 1993: Veliká stavba (Fernsehfilm)
- 1994: Bylo nás pet (Fernsehserie)
- 1996: Magda, její ztráty a nálezy
- 1999: Tatort: Der Tod fährt Achterbahn (Fernsehserie, 1 Folge)
- 2000: Prípady detektivní kanceláre Ostrozrak (Fernsehserie, 3 Folgen)
- 2000: Tholo potami (Kurzfilm)
- 2003: Jean Moulin, une affaire française (Fernsehserie, 1 Folge)
- 2003: Ijung gancheob
- 2003: Lakomec (Fernsehfilm)
- 2003: Hitler – Aufstieg des Bösen (Hitler: The Rise of Evil, Fernsehserie)
- 2006: Slumming
- 2007: La dame d’Izieu (Fernsehserie)
- 2007: Kvaska
- 2014: První republika (Fernsehserie, 2 Folgen)